# Chiloé
Chiloé är en ö utanför Chiles mellansödra kust. Chiloé är den nordligaste ön av Chiles fjord- och kanalfyllda skärgård som slutar vid Kap Horn.
Ön Chiloé tillhör Chiloéprovinsen i regionen Los Lagos i Chile. Huvudstad är Castro.
På Chiloé lever flera sällsynta djur som inkanäbbmöss, chiloépungråtta, Pseudalopex fulvipes och krabbutter (Lontra felina), några av dessa är endemiska för ön.

## Historia
Chiloé blev tidigt koloniserad av spanjorer på 1500-talet. Städerna på ön var de första hamnarna som kunde besökas efter en resa genom Magellans sund. Av denna anledning höll den spanska kronan fast vid sina besittningar där, trots att de spanska kolonisterna bett om tillstånd att lämna ön. Spanjorerna grundade två städer på ön, Castro och Ancud. På ön verkade jesuiterna, som på grund av sitt fåtal inrättade ett cykliskt processionssystem där varje by eller stad hade sin helgondag och kyrka, som varje år besöktes av missionärerna i en procession. De många lantkyrkorna har blivit deklarerade som världsarv av FN. Utifrån ön organiserade jesuiterna flera expeditioner till ökända områden, som till sjön Nahuelhuapi och Archipiélago de los Chonos, därifrån de tog med sig indianer.
Chiloé var av de sista spanska besittningar som "befriades" i koloniernas frihetskrig. Ön verkade som centrum för realisterna, dvs. de som höll fast vid kronan. Därifrån organiserades flera fälttåg mot de upproriska, och det uppskattas att ända upp till 20% av befolkningen deltog i de spanska krigshärarna.
Den 19 januari 1826  inkorporerades Chiloé till den självständiga republiken Chile och blev dess åttonde provins. Under 1800-talet emigrerade många Chilotes (folk från Chiloé) till det obefolkade patagonska fastlandet. Där tog de som jobb som tjänare åt pionjärerna som bosatte sig där.